# حفر (قرية)
قرية حفر هي إحدى القرى المحتلة والمدمرة التابعة لمركز مسعدة التابع لمحافظة القنيطرة في هضبة الجولان بجنوب غرب سوريا.
تتبع مسعدة (787 ن عام 1967- 570م). تقع على المنحدر الغربي لهضبة الجولان، وتشرف على سهل الحولة غرباً، يقطعها وادي الناشف، وتمر بجوارها شرقاً أنابيب التابلاين – نقل النفط- تنتشر حولها بعض الأشجار الحراجية، إلى الغرب من مدينة القنيطرة بحوالي 18 كم، أراضيها بازلتية ذات تربة بنية قاتمة خصبة، وجدت فيها حجارة كبيرة ذات نقوش استخدمت غير مرة، كما وجدت زخارف وتزيينات وتيجان أعمدة وكتابات يونانية وأقواس حجرية قديمة وبقايا ألواح حجرية. تزرع أراضيها بالحبوب والبقول زراعة بعلية، وتربى فيها الأغنام والأبقار، وتشرب من مياه الينابيع في وادي الفاجر.